# Prathipadu, East Godavari
Prattipadu là một mandal thuộc huyện East Godavari, bang Andhra Pradesh, Ấn Độ.